# European Hot 100 Singles
European Hot 100 Singles představoval singlovou hitparádu s týdenní periodicitou. Vydavatelem byly hudební časopisy Billboard a Music & Media, které ji sestavovaly od března 1984 do prosince 2010. Žebříček odrážel míru prodejnosti singlů v patnácti evropských státech, jimiž byly Rakousko, Belgie (odděleně Vlámsko a Valonsko), Dánsko, Finsko, Francie, Německo, Maďarsko, Irsko, Itálie, Nizozemsko, Norsko, Španělsko, Švédsko, Švýcarsko a Spojené království.
Do 13. listopadu 2010 se do čela propracovalo 400 skladeb jako hitů „číslo jedna“.  Poslední vydání se uskutečnilo 11. prosince 2010 s následným uzavřením londýnské pobočky Billboardu a propuštění personálu. Závěrečným singlem na vrcholu žebříčku se stal šlágr „Only Girl (In the World)“ od Rihanny. Jedinými celoevropskými hitparádami, vydávanými Billboardem, tak zůstaly žebříčky Euro Digital Songs a Euro Digital Tracks, založené na datech systému Nielsen SoundScan International.

## Historie
Prvním pokusem založit evropskou singlovou hitparádu byla Europarade, spuštěná na začátku roku 1976 dánskou rozhlasovou sítí TROS. Na kompilaci žebříčku se podílelo pouze šest států: Nizozemsko, Spojené království, Francie, Německo, Belgie a Španělsko. Z každé země bylo bodováno prvních patnáct nahrávek, Podle pořadí obdržely odstupňovanou hodnotu bodů od 1. až do 15. místa. Itálie a Dánsko přistoupily v roce 1979. Rakousko a Švýcarsko pak roku 1980. Irsko se stalo členem v říjnu 1983.
V březnu 1984 začal časopis Music & Media v Amsterdamu vydávat vlastní singlovou hitparádu  „The Eurochart Hot 100“. Vyjma postavení písní v jednotlivých státech se do výsledného umístění promítal také procentuální podíl prodejnosti nahrávek v každém státu z celkového koláče zainteresovaných zemí. V letech 1986–1987 získal Eurochart televizní podobu na stanici  Music Box. Týdenní výsledky uváděl dánský moderátor Erik de Zwart. Na britských ostrovech se hitparáda šířila po radiových vlnách prostřednictvím pořadu moderovaného Patem Sharpem.
Poté, co se do Eurochartu zapojilo více evropských zemí, posílil své postavení.  V letech  1982–1986 vycházela Europarade v časopisu Music Week a v dánském Hitkrant. V lednu 1986 se magazín Music & Media stal součástí vydávání Billboardu. V listopadu 1986 se pak žebříček „The Eurochart Hot 100“ sestavovaný Music & Media stal základem pro vznik vlastní hitparády Billboardu nazvané „European Hot 100 Singles“.

## Umístění v hitparádě

### Umístění podle umělců

#### Nejvíce singlů na prvním místě
- Madonna (17)
- ABBA (13)
- Michael Jackson (10)
- Eminem (8)
- Anastacia (6)
- Britney Spears (6)
- Boney M. (6)
- Elton John (5)
- Rihanna (5)
- Whitney Houston (5)

#### První místa více singlů od jednoho interpreta v řadě
- Madonna

„True Blue“ nahradil → „Papa Don't Preach“ (v říjnu 1986)
- Michael Jackson

„Bad"  nahradil → „I Just Can't Stop Loving You“ (v říjnu 1987)
- Spice Girls

„Say You'll Be There“  nahradil → „Wannabe“ (v listopadu 1996)
- The Black Eyed Peas

„Meet Me Halfway“  nahradil → „I Gotta Feeling“ (v prosinci 2009)
- Rihanna

„Only Girl (In the World)"  nahradil → „Love the Way You Lie“ (v listopadu 2010)

### Umístění podle písní

#### Nejvíce týdnů na prvním místě
| - 18 týdnů „(Everything I Do) I Do It for You“ – Bryan Adams (1991) - 17 týdnů „My Heart Will Go On“ – Céline Dion (1998) „The Ketchup Song“ – Las Ketchup (2002) - 16 týdnů „Can't Get You Out of My Head“ – Kylie Minogue (2001) „Poker Face“ – Lady Gaga (2009), přerušovaně - 15 týdnů „Lambada“ – Kaoma (1989) „Rhythm Is a Dancer“ – Snap! (1992), přerušovaně „Without Me“ – Eminem (2002) „Hips Don't Lie“ – Shakira (a Wyclef Jean) (2006), přerušovaně „Apologize“ – Timbaland (a OneRepublic) (2007), přerušovaně | - 14 týdnů „I Just Called to Say I Love You“ – Stevie Wonder (1984) „Gangsta's Paradise“ – Coolio (a L.V.) (1995), přerušovaně „Believe“ – Cher (1999) - 13 týdnů „Rivers of Babylon“ / „Brown Girl in the Ring“ – Boney M. (1978) „I Will Always Love You“ – Whitney Houston (1993) „No Limit“ – 2 Unlimited (1993) „Love Is All Around“ – Wet Wet Wet (1994) „Children“ – Robert Miles (1996) „Whenever, Wherever“ – Shakira (2002) „Shut Up“ – The Black Eyed Peas (2003) |

#### První místa bez anglického textu
- „Ein Bißchen Frieden“ – Nicole (němčina  – 1982 po 7 týdnů
- „99 Luftballons“ – Nena (němčina  –  1983 po 5 týdnů)
- „Rock Me Amadeus“ – Falco (němčina – 1985 po 2 týdny)
- „Yé ké yé ké“ – Mory Kanté (mandinka – 1988 po 3 týdny)
- „Im Nin'Alu“ – Ofra Haza (hebrejština –  1988 po 2 týdny)
- „Lambada“ – Kaoma (portugalština  – 1989 po 15 týdnů)
- „Sadeness Part I“ – Enigma (francouzština / latina – 1991 po 9 týdnů)
- „La Copa de la Vida“ – Ricky Martin (španělština – 1998 po 5 týdnů)
- „Dragostea Din Tei“ – O-Zone (rumunština  – 2004 po 12 týdnů)
- „Obsesión“ – Aventura (španělština – 2004 po 6 týdnů)
- "Alors on danse“ – Stromae (francouzština – 2010 po 10 týdnů)